# Taco
|  | For den nederlandske sanger, se Taco (sanger) |
Taco er en traditionel mexicansk madret, som består af en rullet og foldet majs-tortilla fyldt med spiselige substanser. En taco serveres på en flad tortilla. En anden traditionel variant er taco dorado (friteret taco), hvor en fyldt tortilla bliver rullet sammen og friteret til den er sprød.